# 連島ごぼう
連島ごぼう（つらじまごぼう）は岡山県倉敷市のゴボウの地域ブランド名。地理的表示(GI)に登録されている。

## 概要
倉敷市連島地区で生産されているゴボウの地域ブランド名である。
栽培品種には、白肌ゴボウ中早生系統が用いられており、収穫したゴボウは細い根を取って洗った後に、水に浸し、品種を用い、サイズ別に分部してから「洗いゴボウ」として出荷されている。
主に中国地方、四国地方の市場に出荷されており、2023年度の出荷量は270トン。

## 歴史
連島地区は高梁川の支流が廃川となった埋立地であり、1947年（昭和22年）ごろからゴボウの栽培がおこなわれている

## 生産特性
土質は沖積砂壌土であり、排水性がよく、耕土が深いことからゴボウの根が長く成長することができる。また、地下水が地下5メートルから地下10メートルに位置しており、伏流水が豊富であることから、土壌には適度な湿りがあるため、ゴボウ根の成長も進みやすい。このため、一般的なゴボウと比べれると連島地区のゴボウには根の長さがそろいやすく、肌が白く、アクの少ないといったいわゆる「白肌ごぼう」の特性に適合したものとなる。
2019年時点では、26戸の農家が15ヘクタールの圃場で年間約500トンの連島ごぼうを生産している。栽培農家の経営主は半数が60歳以上となっている。作付面積別では75アール以上は全体の2割程度であり、比較的小規模な農家組合員で産地が形成されている。
連島地区では、かつては「春まきごぼう」「秋まきごぼう」に「春・秋冬だいこん」や「ほうれんそう」を加えた複合経営が主流であったが、「秋冬だいこん」の価格が低迷していたことから、2004年より生産部会の青年部が中心となり、「秋冬だいこん」に代えて「新旬ごぼう」の栽培を始めている。
これによって、連島地区では「秋まきごぼう」「春まきごぼう」「新旬ごぼう」の3作型が普及している。2018年度の作型別の作付面積は、「秋まきごぼう」が464アール、「春まきごぼう」が496アール、「新旬ごぼう」が332アールと、連島ごぼうの通年栽培、通年出荷が定着していることを物語っている。

### 品質向上の取り組み
連島ごぼうの品質向上の取り組みとして、生産部会が中心となった土壌診断を定期的に実施しているほか、土壌診断に向けての説明会を年3回開催、12回の栽培講習会の開催、、新農薬や肥料のごぼう試験調査を年4回程開催してる。
ゴボウの良し悪しは、実際に掘り出してみないことには分からないものであるが、生産者の間では「地上部の葉の様子を見ただけで、生育状況を把握できなければ一人前のごぼう生産者ではない」とも言われている。このため、生産部会では、部会員の技術向上を目標に各種講習会の定期的な開催や、部会員同士、圃場を巡回して相互に技術力を高める活動を行っている。

### 選別基準
生産部会では、出荷用に5Lから2Sまでの10段階の規格に分けて選別基準を設けている。出荷規格が細かいことで、量販店や学校給食などの消費者の需要に幅広く対応可能となっている。
また、出荷したゴボウが腐っていたなどの市場からクレームが報告された場合には、クレーム対象の圃場からの出荷は別口にすることや、重量不足については没収するといった厳格なペナルティを定めている。